# Casa Badés
La Casa Badés és un edifici del municipi de Sant Cugat del Vallès (Vallès Occidental) que forma part de l'Inventari del Patrimoni Arquitectònic de Catalunya.
Està situat al número 3 del carrer Villà. És un edifici aïllat, envoltat per jardí. De planta quadrada té planta baixa i primer pis. Als costats laterals s'han obert terrasses amb balustrada i petites cúpules suspeses per columnes jòniques. De línia i composició clàssica destaca la decoració noucentista al vestíbul principal. La façana és decorada per un frontó en el que s'hi inscriu la data de 1924.